# الأوغاد (فلم)
الأوغاد هو فيلم دراما مصري من إخراج أحمد النحاس  وبطولة فاروق الفيشاوي، بوسي، محيي إسماعيل، أحمد سامي عبد الله، وائل نور، عبدالله محمود وأحمد سلامة، صدر الفيلم في 18 يونيو 1985.

## نبذه
محمود أبو سعدة سائق تاكسي يعيش مع زوجته حسنية وفي أحد الأيام ينقل زبون معه وفي اليوم التالي يتم استدعاء محمود إلى مكتب الشرطة ويُصدم عندما يخبره الضابط أن شخص مجهول قد بلّغ عنه بتهمة ضربه وسرقة مبلغ 50 ألف جنيه منه.

## طاقم العمل
- فاروق الفيشاوي بدور محمود أبو سعده
- بوسي بدور حسنية
- محيي إسماعيل بدور كمال ضابط البوليس
- أحمد سامي عبد الله بدور مسعد
- وائل نور بدور مدحت
- عبد الله محمود بدور مصطفى
- أحمد سلامة بدور عاصم

## وصلات خارجية
- مقالات تستعمل روابط فنية بلا صلة مع ويكي بيانات